# Hermann Müller (Politiker, 1882)
Hermann Müller (geboren am 11. November 1882 in Hilchenbach; gestorben am 12. April 1959 in Hannover) war ein deutscher Jurist, Kommunalpolitiker und Dezernent für die Verkehrsbetriebe in Hannover.

## Leben
Hermann Müller war Sohn eines Lederfabrikanten. Er absolvierte das Adolfinum in Bückeburg und studierte Staats- und Rechtswissenschaften an den Universitäten in Tübingen, München und Münster. Nach seinem Referendarexamen 1904 und seinem Assessorexamen 1909 wurde er als Assessor des Magistrats in Minden in Westfalen angestellt, wo er 1914 zum Beigeordneten gewählt wurde.
Während des Ersten Weltkrieges wurde er schon im August 1914 als Leutnant der Reserve verwundet. Nach seiner Genesung führte er eine Kompanie in der Schlacht in den Karpaten, wo er erneut verwundet wurde. Als nicht mehr kriegsverwendungsfähig eingestuft, wurde er im Februar 1916 dem Generalkommando zugeordnet.
1919 wurde Müller zum Senator der Stadt Hannover gewählt, zuständig für die städtischen Wirtschaftsbetriebe. Als solcher begann er den Ausbau der städtischen Gasanstalt, fasste die Gas-, Wasser- und Elektrizitätswerke zusammen und fungierte dann als deren Generaldirektor. 1920 schloss er mit der Ruhrgas AG einen für Hannover vorteilhaften Vertrag über die Lieferung von Ferngas ab.
1930 wurde Müller als Stellvertreter Hannovers in den Provinzialausschuss gewählt und war von 1930 bis 1932 zudem gewählter Abgeordneter im Haushaltsausschuss des Provinziallandtags der Provinz Hannover. Nach anderen Quellen war Müller von 1929 bis 1931 Mitglied im Provinziallandtag.
Während des Zweiten Weltkrieges verwaltete Müller außerdem das Grundstücksamt beziehungsweise das Grundstücksdezernat unter dem Staatssekretär und kommissarischen Oberbürgermeister Hannovers Egon Bönner.
Nach dem Einmarsch der Amerikaner in Hannover gegen Ende des Zweiten Weltkrieges beließ der Stadtkommandant der Britischen Militärbehörden, Major G. H. Lamb, neben Wilhelm Weber auch Hermann Müller als Stadtrat im Amt. Nach 1945 wirkte er anfangs als Dezernent der hannoverschen Bauverwaltung sowie für die Feuerwehr Hannovers, dann bis 1952 für die Üstra Hannoversche Verkehrsbetriebe.
Müller initiierte die am 15. März 1950 auf dem Messegelände Hannover veranstaltete Gründungsversammlung der Luftreisedienst Niedersachsen GmbH, zu deren Gründungsgesellschaftern unter anderem die Landeshauptstadt Hannover, die Stadt Braunschweig, die Deutsche Messe AG, die IHK Hannover und die Handwerkskammer Hannover, die Continental AG und andere zählten. In der Folge stand Müller dem Unternehmen als Beirat vor.

## Archivalien
Archivalien von und über Hermann Müller finden sich beispielsweise
- im Stadtarchiv Hannover[2]